# Bert Mewe
Bert Jacobus Mewe (Amsterdam, 7 augustus 1946 – Dieren, 2 januari 2024) was een Nederlands politicus van de PvdA.
Hij was zoon van onderwijzer Adrianus Mewe en Adriaantje Schaafma, toentertijd wonende aan de Govert Flinkcstraat 406 in de Amsterdamse De Pijp.  Het gezin verhuisde in 1958 naar Aalten. Hij was getrouwd met Emmy van den Berg, die in 2010 het nieuwe pontje tussen Ilpendam en Landsmeer mocht dopen.
Na gestudeerd te hebben aan de sociale academie is hij werkzaam geweest in de jeugd- en thuiszorg. In 1982 werd hij gemeenteraadslid in Zevenaar en in 1991 werd hij daar wethouder. Vanaf maart 2002 was Mewe burgemeester van de Noord-Hollandse gemeente Landsmeer. In augustus 2011 ging hij met pensioen en kort daarop werd hij opgevolgd door Astrid Nienhuis.